# Capitaine de 1er rang

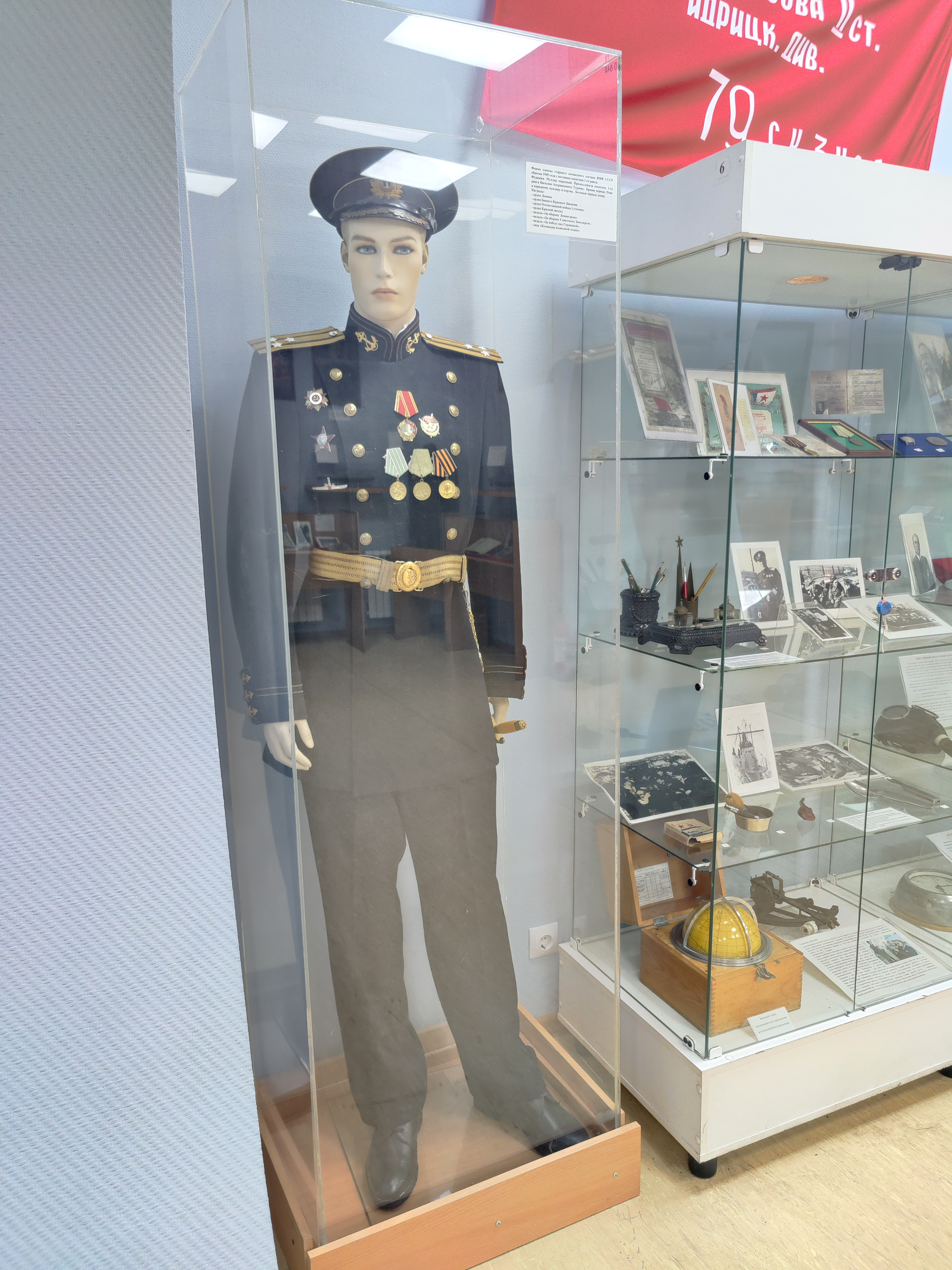
Uniforme de capitaine russe en vitrine

Capitaine de 1er rang (en russe : капитан 1-го ранга, kapitan pervogo ranga, en ukrainien : Капітан 1 рангу) est un grade militaire utilisé dans les marines de guerre russes : Empire russe, Union des républiques socialistes soviétiques et fédération de Russie.

## Description

Insignes d'épaulette et de manche d'uniforme de capitaine de 1er rang

Dans la hiérarchie des marines russes il est au-dessus du capitaine de 2e rang (Капитан 2-го ранга) et en dessous du kontr-admiral (контр-адмирал),. Il correspond approximativement au grade militaire de colonel dans les forces terrestres et aériennes, et au grade de capitaine de vaisseau dans la marine française.